# Die zertanzten Schuhe (1977)
Die zertanzten Schuhe ist ein deutscher Märchenfilm von Ursula Schmenger aus dem Jahr 1977, der auf dem gleichnamigen Märchen der Brüder Grimm basiert. Die Erstsendung des Films war am 24. Dezember 1977 im Fernsehen der DDR.

## Handlung
Einem König fällt jeden Morgen auf, dass die Schuhe seiner Töchter zertanzt sind. Er kann die Ursache nicht ergründen, denn ihr Schlafgemach wird abends von ihm selbst verschlossen. Auch alle Prinzen, die sich an der Lösung der Frage versuchen, scheitern und werden dafür hingerichtet.
Eines Tages wird dem Herrscher ein hungernder Soldat vorgeführt, der einen Apfel aus dem Schlossgarten gestohlen hat. Der König will ihm seine Strafe erlassen, wenn er das Rätsel um seine Töchter löst. Dank eines Tarnumhangs, den ihm die Köchin des Schlosses heimlich aushändigt, kann er den Prinzessinnen folgen. Über eine versteckte Treppe steigen sie nachts in einen Gang unter ihrem Gemach und gelangen in einen Tanzsaal. Hier treffen sie sich mit sechs Prinzen und tanzen bis kurz vor Morgengrauen. In der dritten und letzten Nacht entdecken sie das Geheimnis des Soldaten und nehmen ihm das Versprechen ab, über alles, was er sah, zu schweigen. Zugleich eröffnen ihm die jungen Frauen, dass sie sich nur heimlich mit ihren Partnern treffen können. Ihr Vater hat Andere als Ehemänner für sie bestimmt, um durch die Verbindungen seinen Machtbereich zu vergrößern. Als der König am nächsten Morgen eine Antwort erwartet, drängt der Soldat die Prinzessinnen jedoch, ihr Geheimnis zu offenbaren und sich zu ihren Liebsten zu bekennen. Der Soldat heiratet die Jüngste, die als einzige bis zu diesem Zeitpunkt keinen Mann hatte.

## Produktionshintergrund
Die zertanzten Schuhe wurde im DEFA-Studio für Spielfilme hergestellt. Für den Film spielte das DEFA-Sinfonieorchester unter der Leitung von Manfred Rosenberg. Für die Choreografie war Josef Koníček verantwortlich. Günter Kaltofen (Szenarium) sowie Ursula Schmenger (Regie und Buch) und Siegfried Hönicke (Buch) haben das gleichnamige Märchen der Brüder Grimm für das DDR-Fernsehen adaptiert. Die Kostüme schuf Dorit Gründel.
Im September 2010 kam Die zertanzten Schuhe bei Icestorm im Rahmen der Reihe DDR TV-Archiv auf DVD heraus und wurde mit einer FSK ohne Altersbeschränkung eingestuft.